# Ceiba (Vega Baja)
Ceiba es un barrio ubicado en el municipio de Vega Baja en el estado libre asociado de Puerto Rico. En el Censo de 2010 tenía una población de 4685 habitantes y una densidad poblacional de 658,98 personas por km².

## Geografía
Ceiba se encuentra ubicado en las coordenadas 18°26′54″N 66°21′36″O / 18.44833, -66.36000. Según la Oficina del Censo de los Estados Unidos, Ceiba tiene una superficie total de 7.11 km², de la cual 7.05 km² corresponden a tierra firme y (0.84%) 0.06 km² es agua.

## Demografía
Según el censo de 2010, había 4685 personas residiendo en Ceiba. La densidad de población era de 658,98 hab./km². De los 4685 habitantes, Ceiba estaba compuesto por el 66.66% blancos, el 18.38% eran afroamericanos, el 0.45% eran amerindios, el 0.11% eran asiáticos, el 0.06% eran isleños del Pacífico, el 11.82% eran de otras razas y el 2.52% pertenecían a dos o más razas. Del total de la población el 99.66% eran hispanos o latinos de cualquier raza.